# Elizabeth Diana Percy, duquesa de Northumberland
Elizabeth Diana Percy, Duchess of Northumberland (née Montagu Douglas Scott; (20 de enero de 1922 – 19 de septiembre de 2012)

## Biografía
Era hija de Walter Montagu Douglas Scott, VIII duque de Buccleuch, y su esposa Mary. Era sobrina, por vía paterna, de la princesa Alicia, duquesa de Gloucester.
Durante la Segunda Guerra Mundial, sirvió en distintas organizaciones como enfermera, lo que le permitió ver la acción en el RMS Mauretania antes de ser trasladada a Australia.
El 12 de junio de 1946, se casó con Hugh Percy, X duque de Northumberland, por lo que se convirtió en duquesa consorte. Tuvo siete hijos:
- Lady Caroline Mary Percy (3 de mayo de 1947), se casó con Pierre, Comte de Cabarrus el 12 de enero de 1974 y sus descendendientes fueron: 
  - Chiara de Cabarrus (22 de noviembre de 1974)
  - Diana de Cabarrus (1977) se casó con Alexander Baillie el 25 de marzo de 2017.[3]
- Lady Victoria Lucy Diana Percy (19 de abril de 1949), se casó con Aidan Cuthbert el 4 de octubre de 1975 y se divorció. Se casó con Charles Lyon Fellowes en 2000 y se divorció en 2006.  Tuvo cuatro hijos:
  - Alice Cuthbert (1978)
  - Lucy Cuthbert (1982) se casó con el príncipe Khalid de Arabia Saudita el 28 de marzo de 2011.
  - Molly Cuthbert (1984)
  - David Cuthbert (1987)
- Lady Julia Helen Percy (12 de noviembre de 1950), se casó con Nicholas Craig Harvey el 11 de junio de 1983. Tuvo tres hijos:
  - Georgina Craig Harvey (20 de mayo de 1986)
  - Christopher Craig Harvey (4 de octubre de 1988)
  - Laura Craig Harvey (7 de septiembre de 1992)
- Henry Alan Walter Richard Percy (1 de julio de 1953 – 31 de octubre de 1995)
- Ralph George Algernon Percy (16 de noviembre de 1956), casado con Jane Richard, con cuatro hijos. Entre ellos: George Percy, Conde Percy, heredero aparente del ducado.
- Lady Louise Percy (25 de mayo de 1962 – 27 de mayo de 1962).
- Lord James William Eustace Percy (18 de junio de 1965), casado con Lucy Caroline Rugge-Price. Tienen cuatro hijos:
  - Thomas Hugh Percy (2001)
  - Eliza Rose Percy (2003)
  - Willa Katherine Percy (2005)
  - Samuel James Edward Percy (2008)[4]

Tras enviudar en 1988, tomó el rol de coronel honoraria de los Fusileros Reales de Northumberland.
Ella muró en 19 de septiembre de 2012. Su funeral se celebró el 1 de octubre de 2012 en Albury Park, Guildford, Surrey, estando presentes el duque y la duquesa de Gloucester.